# Saint-Pierre-des-Ormes
Saint-Pierre-des-Ormes és un municipi francès situat al departament del Sarthe i a la regió de País del Loira. L'any 2007 tenia 225 habitants.

## Demografia

### Població
El 2007 la població de fet de Saint-Pierre-des-Ormes era de 225 persones. Hi havia 92 famílies de les quals 20 eren unipersonals (12 homes vivint sols i 8 dones vivint soles), 36 parelles sense fills i 36 parelles amb fills.
La població ha evolucionat segons el següent gràfic:
Habitants censats

### Habitatges
El 2007 hi havia 116 habitatges, 89 eren l'habitatge principal de la família, 21 eren segones residències i 6 estaven desocupats. 112 eren cases i 2 eren apartaments. Dels 89 habitatges principals, 71 estaven ocupats pels seus propietaris, 17 estaven llogats i ocupats pels llogaters i 1 estava cedit a títol gratuït; 1 tenia una cambra, 5 en tenien dues, 12 en tenien tres, 24 en tenien quatre i 47 en tenien cinc o més. 80 habitatges disposaven pel capbaix d'una plaça de pàrquing. A 32 habitatges hi havia un automòbil i a 52 n'hi havia dos o més.

### Piràmide de població
La piràmide de població per edats i sexe el 2009 era:
| Homes | Edats   | Dones |
| ----- | ------- | ----- |
| 0     | 95 o +  | 0     |
| 0     | 90 a 94 | 0     |
| 0     | 85 a 89 | 0     |
| 0     | 80 a 84 | 0     |
| 4     | 75 a 79 | 4     |
| 4     | 70 a 74 | 8     |
| 8     | 65 a 69 | 8     |
| 8     | 60 a 64 | 12    |
| 0     | 55 a 59 | 4     |
| 0     | 50 a 54 | 0     |
| 4     | 45 a 49 | 0     |
| 8     | 40 a 44 | 16    |
| 20    | 35 a 39 | 12    |
| 8     | 30 a 34 | 12    |
| 4     | 25 a 29 | 0     |
| 4     | 20 a 24 | 8     |
| 0     | 15 a 19 | 4     |
| 8     | 10 a 14 | 12    |
| 16    | 5 a 9   | 8     |
| 4     | 0 a 4   | 4     |

## Economia
El 2007 la població en edat de treballar era de 146 persones, 117 eren actives i 29 eren inactives. De les 117 persones actives 106 estaven ocupades (55 homes i 51 dones) i 11 estaven aturades (5 homes i 6 dones). De les 29 persones inactives 12 estaven jubilades, 11 estaven estudiant i 6 estaven classificades com a «altres inactius».

### Ingressos
El 2009 a Saint-Pierre-des-Ormes hi havia 88 unitats fiscals que integraven 239,5 persones, la mediana anual d'ingressos fiscals per persona era de 17.307 €.

### Activitats econòmiques
Dels 5 establiments que hi havia el 2007, 1 era d'una empresa de fabricació d'altres productes industrials, 1 d'una empresa de construcció, 2 d'empreses de comerç i reparació d'automòbils i 1 d'una empresa de serveis.
Dels 2 establiments de servei als particulars que hi havia el 2009, 1 era un taller de reparació d'automòbils i de material agrícola i 1 electricista.
L'any 2000 a Saint-Pierre-des-Ormes hi havia 13 explotacions agrícoles que ocupaven un total de 516 hectàrees.

## Poblacions més properes
El següent diagrama mostra les poblacions més properes.